# Ajym Abdildina
Ajym Jermiekowna Abdildina (oryg. Айым Ермековна Абдильдина; ur. 23 grudnia 1989) – kazachska zapaśniczka w stylu wolnym. Brązowa medalistka mistrzostw świata w 2016. Brązowa medalistka na igrzyskach azjatyckich w 2010. Zdobyła sześć medali na mistrzostwach Azji w latach 2009–2016. Srebrna medalistka mistrzostw Azji juniorów w 2008. Dziewiąta w Pucharze Świata w 2011, a jedenasta w 2012 roku.